# 오사카시 교통국 66계 전동차
오사카 시 교통국 66계 전동차(일본어: 大阪市交通局66系電車 おおさかしこうつうきょく66けいでんしゃ[*])는 1990년부터 2003년까지 제작된 전동차이다. 이 열차는 다른 노선과 달리 팬터그래프가 있으며 지하철 오사카 지하철 사카이스지 선, 한큐 센리 선, 한큐 교토 선으로 운행한다. 그전에 운행하던 오사카 시 교통국 60계 전동차와 달리 스테인리스로 제작되었다.